# Петерсен, Анна
Анна Софи Лоренца Петерсен (дат. Anna Sophie Lorenze Petersen, 20 февраля 1845, Копенгаген — 6 октября 1910, там же) — датская художница второй половины XIX столетия.

## Жизнь и творчество
Училась живописи в Копенгагене и в Париже, где занималась в мастерской живописца Жан-Жака Эннера. Так как во времена становления Анны как художницы женщин не принимали в Академию изобразительных искусств в Копенгагене, она получила образование в датской Женской академии (открытой этой Академией в 1888 году), в которую поступила в 1890 году. Здесь её учителем был Вигго Йоханнсен. Первоначально проявляла интерес к жанровой живописи, затем занималась более живописью портретной. Представительница реалистического направления в искусстве. Композиционно близка к немецкому художнику Фрицу фон Уде, стилистически — к датчанам Нильсу Бьерре и Лаурицу Рингу. В 1883 году Анна Петерсен впервые выставляет свои полотна во дворце Шарлоттенборг. В 1880-е годы она уже многократно участвует в международных художественных выставках, а также презентует свои произведения на Всемирной выставке 1889 года в Париже. В период с 1883 по 1906 год в Шарлоттенборге проходят 17 выставок с работами А. Петерсен. В 1891 году её картины представлены на «Выставке искусств всех наций» в Мюнхене, в 1893 году — на Всемирной Колу́мбовой выставке в Чикаго. Участница «Женской художественной выставки прошлого и настоящего» в 1895 году.
В 1883 году художница совершает учебную поездку в Рим, а в следующем году — в Бретань. В 1885—1886 годах она живёт в Париже и берёт уроки у эльзасского художника Жан-Жака Эннера. В 1888 году вновь приезжает в Париж, а весной 1889 года оттуда направляется в Испанию, где останавливается в Мадриде, Севилье, Гранаде и в Алоре. В июне того же года возвращается в Париж. В 1904—1905 годах Анна совместно с художником Альбертом Готшальком путешествует по Италии, там посещают Рим, Флоренцию и Вольтерру.
Анна Петерсен была замужем за Фрицем Магнуссеном.
Полотна художницы можно увидеть в датском Государственном музее искусств в Копенгагене.

## Галерея

«Бретонская крестьянка, работающая в парнике» (1884)
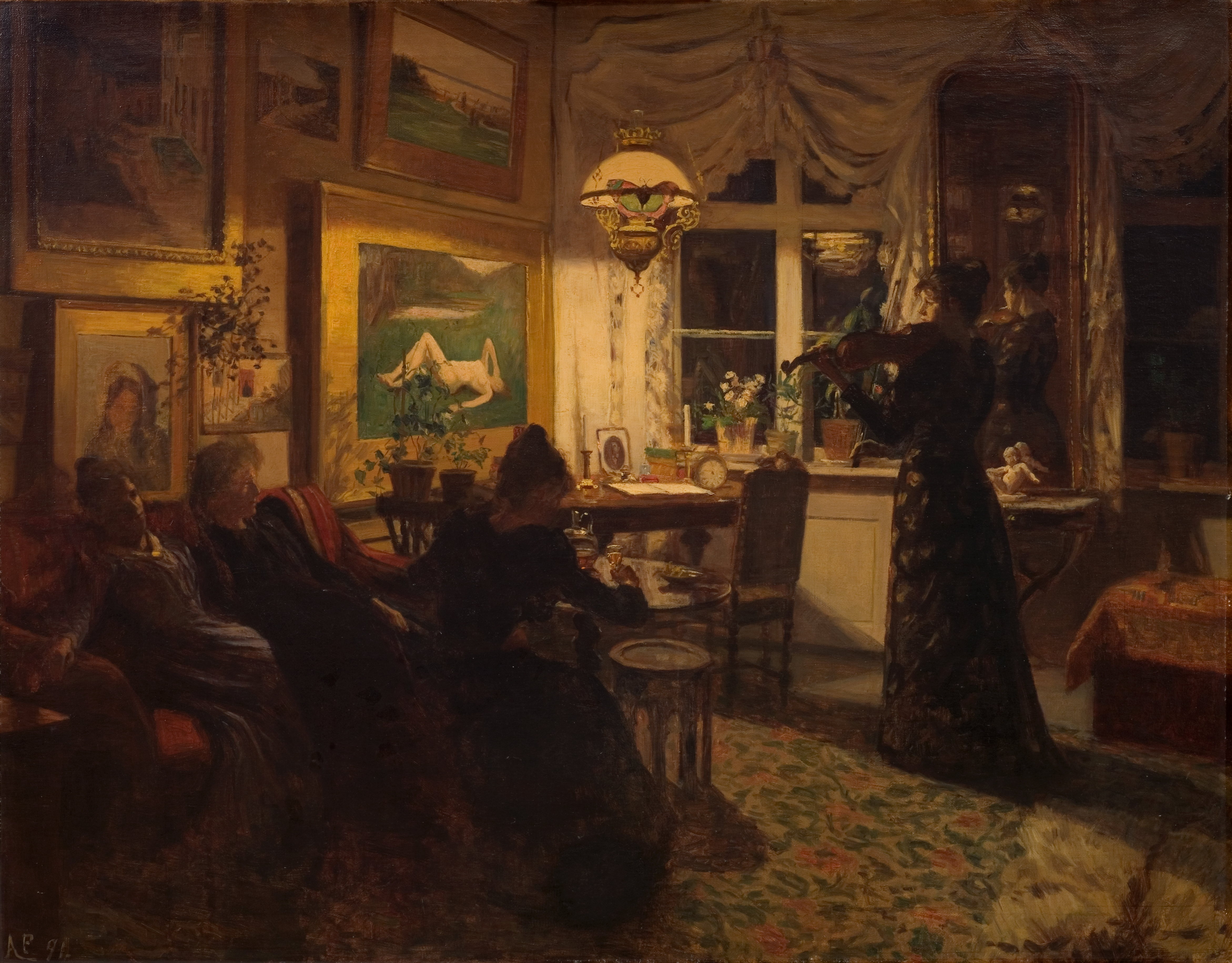
«Вечер с другом» (1891)
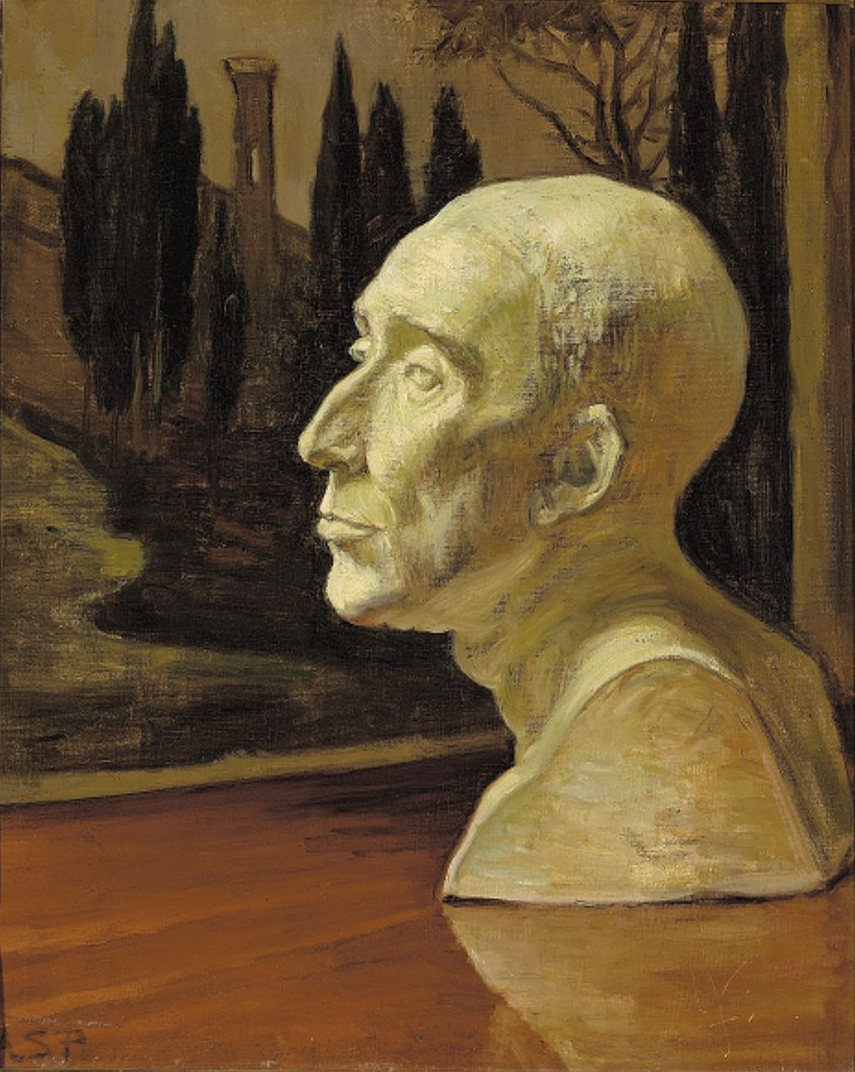
«Италия, бюст у окна»